# Cylindraspis inepta
Cylindraspis inepta — вид недавно вымерших гигантских сухопутных черепах. Эндемик островов Маврикий и Иль-Ронд (Маскаренские острова) в Индийском океане. Вымерла из-за охоты и внедрения инвазивных видов, таких как кошки и свиньи.
Вымерла на Маврикии в начале XVIII века, примерно к 1720 году. На о. Раунд в 1844 году еще существовала маленькая популяция, но к 1877 году и она вымерла после завоза на остров коз, уничтоживших растительность.

## Синонимы
- Testudo neraudii Gray, 1831
- Testudo inepta Günther, 1873
- Testudo boutonii Günther, 1875
- Testudo sauzieri Gadow, 1894
- Geochelone inepta Pritchard, 1967
- Geochelone sauzieri Pritchard, 1967
- Cylindraspis inepta Bour, 1981[3]